# Бивше општине Републике Српске
Бивше општине Републике Српске су општине које су некада постојале у Републици Српској (РС), а данас њихова територија припада другим општинама у РС или је Дејтонским споразумом припала Федерацији БиХ.

## Историјат
Српске аутономне области се формирају у љето и јесен 1991. у СР БиХ. Њихов циљ, је био да окупе предјеле у којима већински живе Срби, да их организује, и да тако спријечи евентуалну независност БиХ. Територију сваке САО су чиниле општине. 21. новембра 1991. године скупштина је објавила да све општине, мјесне заједнице и насељена мјеста гдје је више од 50% становника гласало да СР Босна и Херцеговина остане у Југославији, постају дијелом Српских аутономних области.
На подручјима српских аутономних регија, општина, области и других српских етничких цјелина у Босни и Херцеговини, укључујући и подручја на којима је српски народ остао у мањини због геноцида који је над њим извршен у Другом свјетском рату, а на основу плебисцита одржаног 9. и 10. новембра 1991. године на коме се српски народ изјаснио за останак у заједничкој држави Југославији, оснива се и проглашава Република српског народа у Босни и Херцеговини.
Поједине општине које су у периоду од 1992—1995. године постојале на територији Републике Српске, потписивањем Дејтонског споразума су укинуте и интегрисане у правни систем Муслиманско-хрватске федерације, док су неке наставиле да постоје на територији Републике Српске у знатно смањеном територијалном обиму.

## Бивше општине
Општине које су су потписивањем Дејтонског споразума укинуте су оне општине чија је комплетна територија интегрисана у Федерацију БиХ. Дијелови неких општина су остали у Републици Српској, али због мале територије и малог броја становништва, припојени су другим општинама. То су:
- Општина Бихаћ од 1992. до средине 1995.
- Општина Вогошћа од 1992. до 1996.
- Општина Гламоч од 1992. до друге половине 1995. У саставу Републике Српске остали дијелови насеља Оџак, Прибеља, Хасанбеговци, Хотковци и Хрбине, који су припојени општини Шипово.
- Општина Градачац
- Општина Грахово од 1992. до друге половине 1995.
- Општина Србобран од 1992. до 1995. У саставу Републике Српске остало насељено мјесто Љуша, које је припојено општини Шипово.
- Општина Завидовићи од 1992. до друге половине 1995.
- Општина Илијаш од 1992. до 1996. У саставу Републике Српске остала насељена мјеста Вукнић, Липник, Ракова Нога, Сировине и Шљеме, који су припојени општини Источни Стари Град.
- Општина Коњиц од 1992. дo 1996. У саставу Републике Српске остало ненасељено мјесто Чесим, које је припојено општини Невесиње.
- Општина Лукавац од 1992. до друге половине 1995.
- Општина Маглај од 1992. до друге половине 1995.
- Општина Олово од 1992. до 1996. У саставу Републике Српске остала насељена мјеста Горњи Драпњићи и Шашевци, као и дијелови насеља: Гурдићи, Дрецељ, Дуганчићи, Колаковићи, Крајшићи и Крушево који су припојени општини Соколац.
- Општина Рајловац од 1992. до 1996.
- Општина Сребреник
- Општина Тузла
- Општина Хаџићи од 1992. до 1996.
- Општина Центар од 1992. до 1996.
- Општина Турбе основана 1993. године, а у мају 1994. припојена општини Србобран.

## Подијељене општине
Општине чија територија је подијељена између Републике Српске и Федерације БиХ са првобитним називима су:
- Општина Српски Столац[2]
- Општина Српска Калесија[2]
- Општина Српски Дрвар[2]
- Општина Српски Сански Мост[2]
- Општина Српски Мостар[2]
- Општина Српско Горажде[2]
- Општина Србиње[2]
- Општина Српски Кључ[2]
- Општина Српска Илиџа[2]
- Општина Српско Ново Сарајево[2]
- Општина Српски Стари Град[2]
- Општина Српско Орашје[2]
- Општина Српски Купрес[3]
- Општина Српски Петровац[4]
- Општина Крупа на Уни
- Општина Петрово
- Општина Трново
- Општина Српски Оџак
- Општина Српски Градачац

Некадашња општина Брчко данас има посебан статус дистрикта.
Општина Скелани је постојала у периоду од 1992. до 1999. када је одлуком високог представника укинута, а њена територија припојена Општини Сребреница.

## Бивше општине у СФРЈ
На територији данашње Републике Српске раније су постојале још неке општине. Велики број њих је укинут територијалном организацијом 1963. године. Неке од њих су:
- Општина Омарска
- Општина Крупа на Врбасу
- Општина Бронзани Мајдан
- Општина Преодац
- Општина Козлук
- Општина Улог
- Oпштина Козарац
- Општина Љубија
- Општина Осиња